# Salmo akairos
La trucha del lago Ifni (Salmo akairos) es una especie de pez de la familia Salmonidae en el orden de los Salmoniformes.

## Morfología
Los machos pueden llegar alcanzar los 18 cm de longitud total y las  hembras 15,04.
Número de vértebras: 56-58.

## Alimentación
Come copépodos del género  Cyclops  y  algas (incluyendo  diatomeas ).

## Hábitat
Vive en zonas de  aguas dulces templadas.

## Distribución geográfica
Se encuentra en el Marruecos: lago Ifni.